# The Limited World
「The Limited World」（ザ リミテッド ワールド）は、knotlampの4枚目の自主制作盤マキシシングルである。

## 解説
自主制作盤のシングルとしては最後の作品となる。
このシングルのカップリング曲である「LAST TRAIN」は、このシングル発売から4年後の2008年10月22日に発売される1stシングル「LAST TRAIN -新しい朝-」として再録される。

## 収録内容
CD
1. The Limited World
2. LAST TRAIN
3. 銀の剣